# Mark Lombardi
Mark Lombardi (1951-2000) fue un historiador del arte, curador, bibliotecario, investigador y artista norteamericano que realizó cerca de un centenar de dibujos en los que sirviéndose de una serie de intrincadas curvas y arcos mostraba la estrecha relación entre los abusos de poder y las altas finanzas.

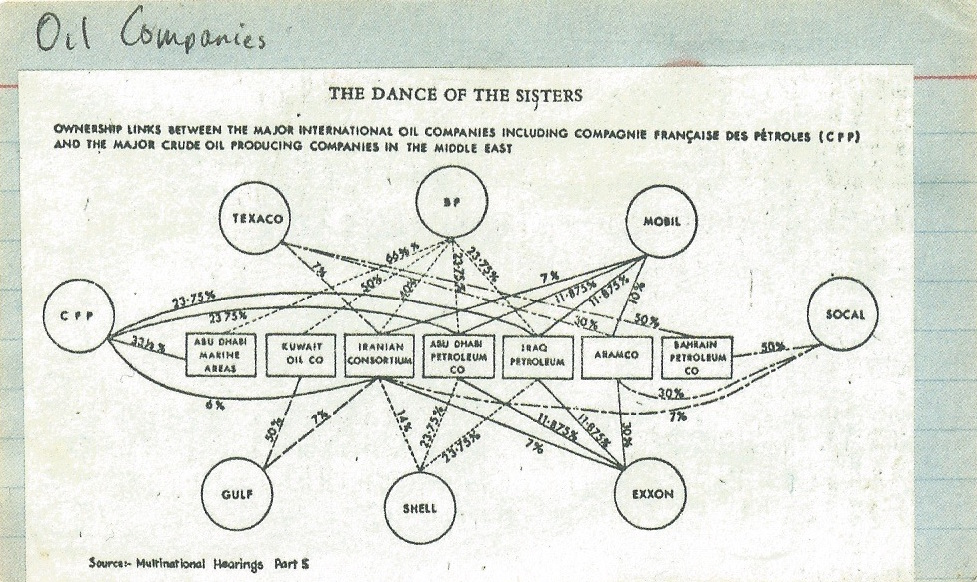
"Danza de las hermanas". Diagrama de las principales compañías petrolíferas y de sus relaciones entre 1970 y 2000. Multinational Hearings.

## Cronograma
Entre los diferentes jalones que pueden señalarse en su biografía, como directamente relacionados con la serie de diagramas por los que hoy es conocido, cabe mencionar:
- (1973) "Panorama: the Atlas of Romantic Art (1787-1862)". Como trabajo final ('final assignment') en gestión museal ('museum management'), M.L. comienza a escribir un largo ensayo que nunca llegará a publicar sobre la pintura panorámica durante el Romanticismo. Género en realidad menor, si bien no carente de complejidad, una de cuyas características principales, la imbricación entre la visión panorámica y el detalle, será uno de los ejes esenciales de la serie de dibujos que Lombardi realizará a partir de la década de los noventa y hasta su muerte.[1]
- (1974) "From Teapot Dome to Watergate".  Al llegar al final de su formación universitaria como "Bachelor of Arts" (especialidad en Historia del Arte), M.L. participa como investigador asistente, comisionado por James Harithas, en la exposición "Del Teapot Dome al Watergate" [del 2 al 12 de mayo de 1974, Universidad de Siracusa, Nueva York].[2]
- (1977) CAMH. A fines de 1974 M.L. abandona Nueva York para trasladarse a Houston, donde empieza a trabajar, gracias a la intervención de su antiguo profesor y mentor James Harithas, como conservador en el Museo de Arte Contemporáneo de la ciudad (CAMH). En 1977 y como resultado de un accidentado vernissage, que terminará con una de las instalaciones entre las llamas, M.L. es despedido por comportamiento "inapropiado". Según todo parece indicar por presiones de algún miembro de la familia Bush, presente en aquella velada.[3]

- (1985) "Sissy" Farenthold. Abogada, política, activista e infatigable investigadora, Frances "Sissy" Farenthold introducirá a M.L. en su salón de River Oaks, donde conocerá a un grupo de jóvenes investigadores (Pete Brewton, Jonathan Beaty, Danny Casolaro), ocupados en diseccionar cada uno de los múltiples brazos del BCCI, un oscuro banco creado con fines geopolíticos y no comerciales al que Lombardi acabará dedicando una buena parte de sus investigaciones así como su obra más ambiciosa, BCCI & ICIC, FAB, 1972-1991 (4th version).[4] Ed Baker. Por esas mismas fechas, el marido de una de sus mejores amigas, Karen Wallbridge, muere en extrañas circunstancias mientras M.L. investigaba sobre él.[5]

- (1990-91) "On Higher Grounds: Drugs, Politics and the Reagan Agenda". En afinidad con ciertos presupuestos de la Nueva Izquierda, a la que tachará sin embargo de "básicamente optimista",[6] Lombardi empieza a redactar a principios de los noventa un estudio sobre el impacto en el imaginario de los años ochenta de la Guerra contra las drogas que llevó a cabo la administración Reagan al final de la Guerra Fría.

- (1990-93) George H. W. Bush y el escándalo de las "cajas de ahorro" (Savings & Loans). Suscrito a una decena de periódicos, entre ellos el Houston Post, lector asiduo de uno de sus articulistas más independientes, Pete Brewton, M.L. se lanza a una carrera como escritor de investigación espoleado por la lectura de sus explosivas revelaciones. Entre 1990 y 1993 Brewton pone al descubierto la implicación de la CIA y del entonces presidente en cargo, George H. W. Bush, en el escándalo de las "cajas de ahorro y préstamo".  En la dedicatoria del ejemplar de M.L. de su libro The Mafia, CIA & George Bush (1992), el propio Brewton escribirá: "to a fellow truth seeker" ("a un compañero en la búsqueda de la verdad").[7][8]
- (1993) Leonard Gumport. Según la leyenda, que el propio M.L. se encargó personalmente de alimentar, al parecer en el transcurso de una conversación telefónica con Leonard Gumport, un abogado de Los Ángeles que le había sido presentado por Farenthold, mientras aquel le iba detallando la participación de Adnan Khashoggi en el escándalo Irán-Contra, según el propio Lombardi afirmaría más tarde, "comencé a tomar notas (I began taking notes) y tracé simplemente un mapa en forma de árbol (then sketching out a simple tree chart) en una servilleta (in a napkin), en la que iba desglosando todo el conglomerado de propiedades de Khashoggi en Estados Unidos (showing the breakdown of Khashoggi's american holdings)".[9]
- (1994-2000) BCCI. Alfa y omega de todo su trabajo, su diagrama sobre el BCCI pondrá fin de un extraño modo a su vida. Dos semanas antes de mostrarlo en el P.S.1 de Nueva York (MoMA), en una exposición en solitario que le proporcionará una cierta consagración, la tercera versión de su obra más ambiciosa hasta la fecha resulta parcialmente dañada por el aspersor contra incendios de su estudio. Tan sólo unos días antes su coche, víctima de un siniestro total, aparece destrozado. Al mismo tiempo que comienza a recibir misteriosas llamadas anónimas en su estudio o a sentirse seguido apenas lo abandona, según confesará a más de un amigo. A pesar de contar con poco menos de dos semanas para rehacer los más de tres metros de largo y dos de ancho de su opera magna, adicto desde hace algún tiempo al paracetamol, Lombardi comienza a entrar en una espiral más propia de la opaca y laberíntica realidad que desde hace seis años describe en sus dibujos que de los días previos a la exitosa inauguración de una exposición en el museo más célebre de Nueva York. El 22 de marzo de 2000, un día antes de su 49 cumpleaños, aparece colgado del mismo aspersor contra incendios que destruyó parcialmente su chef d'oeuvre, con una botella de champaña colgando del techo a la altura de su boca.[10]

## Estructuras narrativas

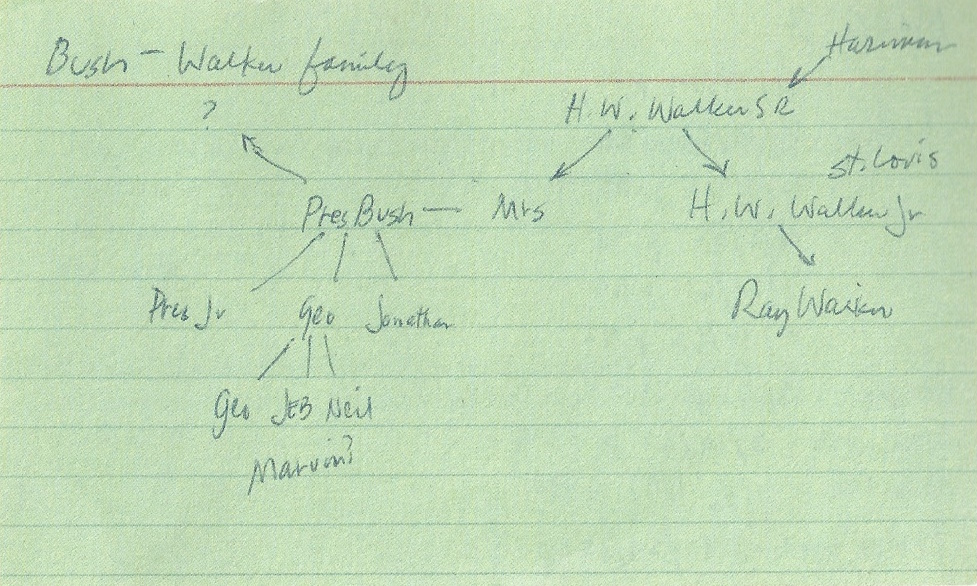
Árbol genealógico de la familia Bush-Walker.

En algún instante de 1993, M.L. deshecha la idea de redactar un libro a partir del resultado de sus pesquisas para comenzar a trabajar directamente sobre lo que él mismo considera como la 'estructura narrativa' de sus investigaciones. Confiriendo de ese modo a sus dibujos, en principio tan sólo material de apoyo, el estatuto definitivo de obra.
"In 1994 I began a series of drawings I refer to as "narrative structures". Most were executed in graphite or pen and ink on paper. Some are quite large, measuring up to 5 x 12 feet".
["En 1994 comencé una serie de dibujos a los que llamé "estructuras narrativas". La mayoría realizados a lápiz o bolígrafo y tinta sobre papel. Algunos de considerable tamaño, llegando a alcanzar hasta 1,50 x 3,60 m"].
"I call them "narrative structures" because each consists of a network of lines and notations which are meant to convey a story, typically about a recent event of interest to me, like the collapse of a large international bank, trading company, or investment house. One of my goals is to explore the interaction of political, social and economic forces in contemporary affairs."
["Las llamo "estructuras narrativas" porque cada una se compone de una red de líneas y anotaciones dirigidas a revelar una historia, relativa en general a un acontecimiento reciente que ha captado mi atención, como el desplome de un gran banco internacional, una compañía de comercio exterior o una sociedad de inversiones. Uno de mis objetivos es explorar la interacción entre las fuerzas políticas, sociales y económicas en el mundo de los negocios actual"].
Texto escrito por M.L. para su exposición individual de 1998, Silent Partners, en la Galería Pierogi 2000.

## Sistema-mundo

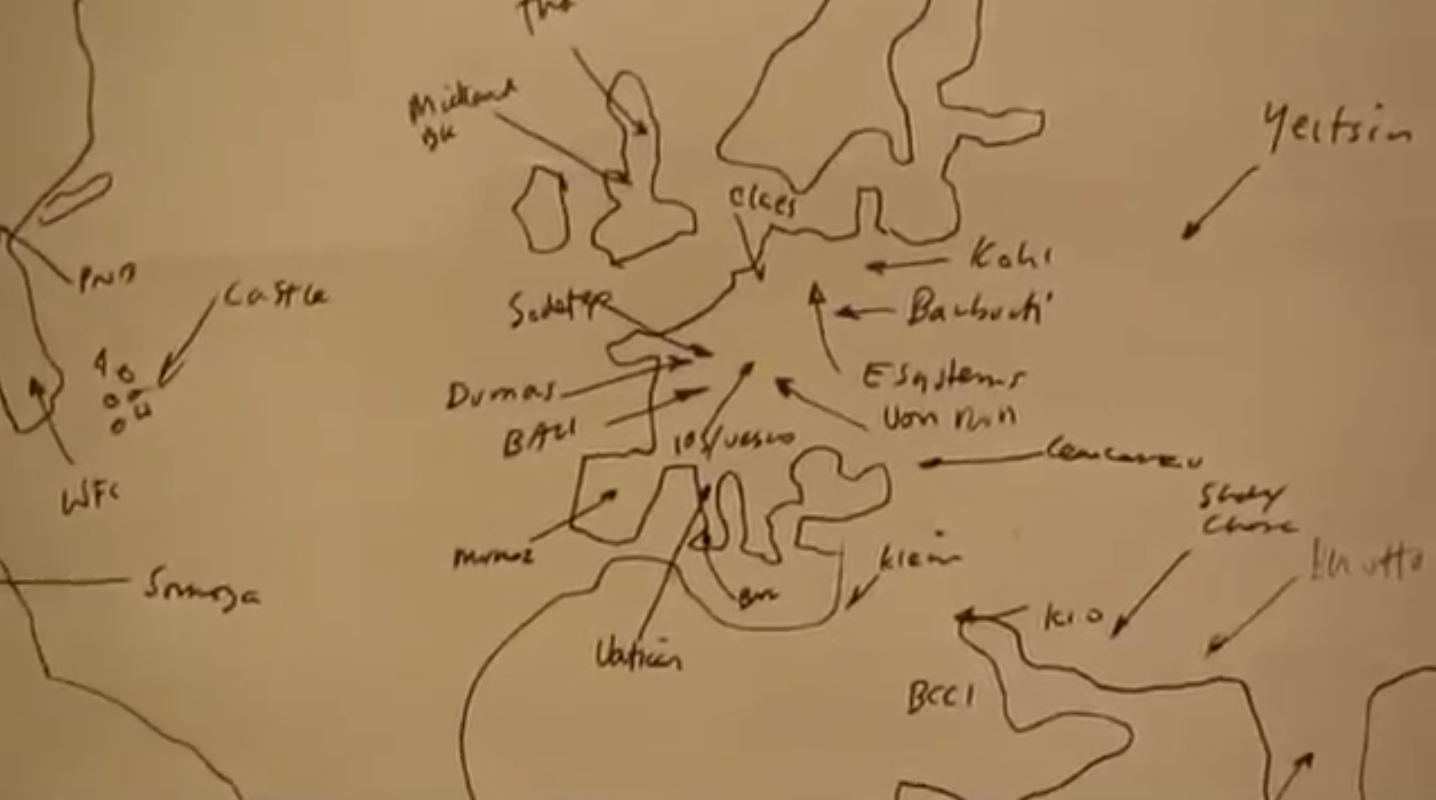
Mappa mundi con los casos de corrupción y fraude seguidos por M.L.

Si es sólo a comienzos de 1994 que Lombardi empieza a explotar todo el potencial de sus dibujos y notas de trabajo, el marco en el que sus investigaciones se mueven desde los años ochenta no es otro que el del llamado sistema-mundo y sus deslizantes fronteras.  Centrándose en las dos últimas etapas de regulación y desregulación señaladas por Giovanni Arrighi en el traslado de los centros económicos mundiales (de Londres a Nueva York y de Nueva York a Pekín), M.L. nunca llegó sin embargo a remontarse en sus diagramas, como lo hicieron en sus estudios Fernand Braudel e Immanuel Wallerstein, hasta los orígenes mismos de dicho sistema. No obstante, en su dibujo más directamente "arqueológico", Chicago Outflit and Satellite Regimes, ca. 1931- 83, Lombardi retrocedió hasta el Chicago de los años treinta, hasta llegar a los primeros años de la administración Reagan, en sus investigaciones sobre la relación entre el crimen organizado, los abusos de poder y las altas finanzas. Es de hecho en el interior de ese vasto e intrincado laberinto de cámaras de compensación, cuentas secretas, paraísos fiscales y sociedades pantalla, que a lo largo de su expansión ha ido generando dicho sistema-mundo, donde Lombardi sitúa la mayoría de sus geo-relatos. 
"A number of recent trends and developments, from the Internet to NAFTA to a single European currency, appear to portent a future "borderless" world culture. National bounderies, some of which have existed unchanged for centuries, were initially erected to separate and enclose people, places and societies. But in the age of information they have become, or so the argument goes, utterly obsolete; an impediment to fair trade and inconvenience to travelers, a barrier to cooperation and understanding among peoples, a tool in the hands of despots preaching everything from xenophobia to outright homicidal racism. Perhaps we would be better off, as the multilataeralists would have it, in a world without political bounderies. Then again the absence of borders controls and international frontiers can have other, perhaps unforeseen, consequences as well, a good example of which is the growth of offshore banking and the black money industry."
["Algunas de las últimas tendencias y desarrollos, de Internet a NAFTA pasando por la moneda única europea hacen presagiar una cultura mundial "sin fronteras". Algunas de esas fronteras nacionales, que no han experimentado el menor cambio desde hace siglos, fueron construidas inicialmente para separar y cercar a personas, lugares y sociedades. Pero en la era de la información han pasado a ser, según el axioma en boga, totalmente obsoletas: un impedimento al comercio justo y una molestia para los viajeros, un obstáculo a la cooperación y el entendimiento entre los pueblos, una herramienta en manos de déspotas predicando desde la xenofobia al más abierto racismo homicida. Tal vez estaríamos mejor, como los multilateralistas suponen, en un mundo sin fronteras políticas. La ausencia de control de fronteras, sin embargo, puede tener otras consecuencias tal vez imprevistas, como bien muestran el crecimiento de los paraísos fiscales y la industria del dinero negro."]

## Visualizar la información

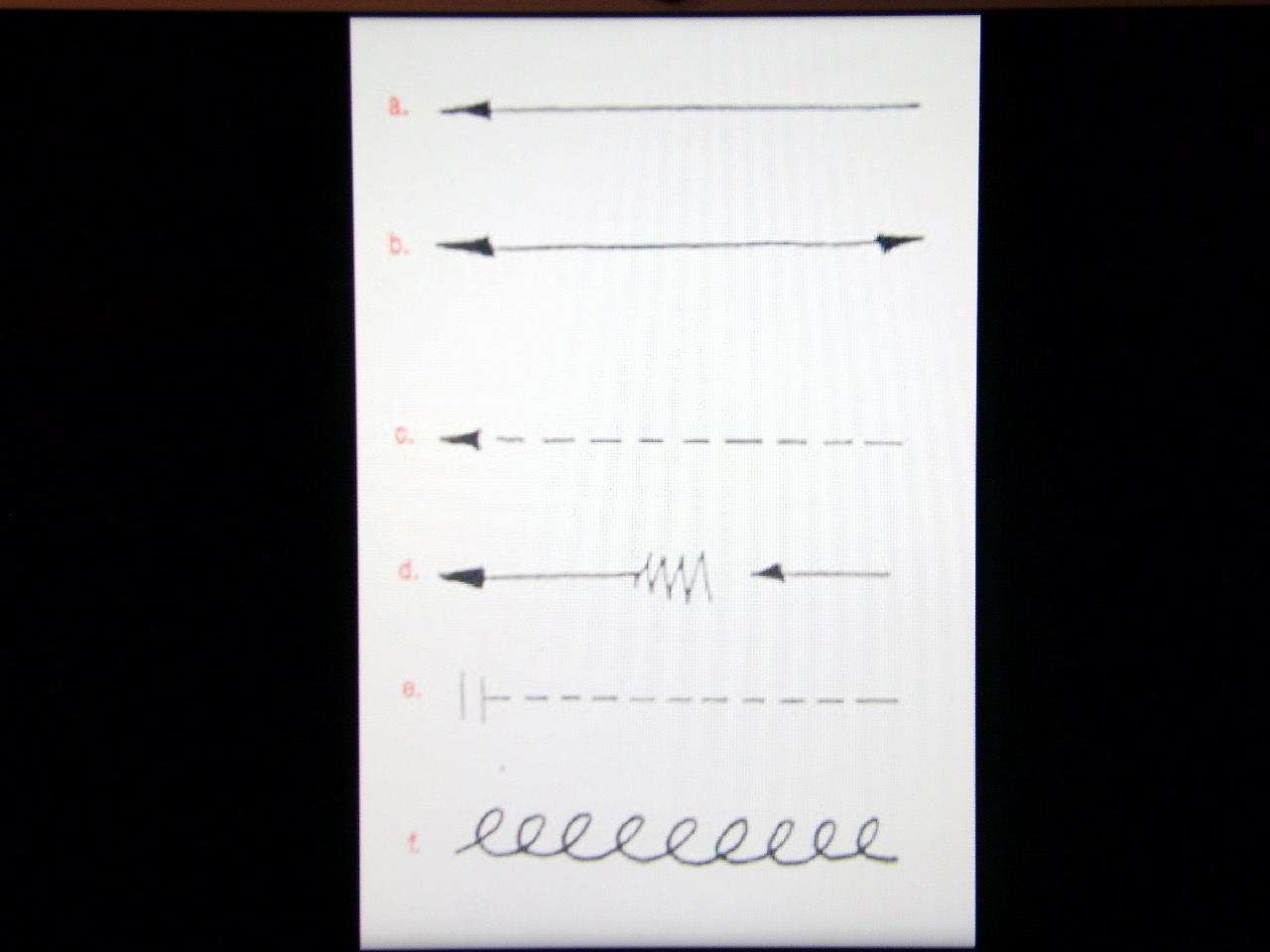
Leyenda empleada por M.L. para indicar el sentido de los vínculos entre los diferentes individuos, corporaciones y gobiernos que aparecen en cada uno de sus diagramas.
a. Influencia o control; b. Relación o contacto recíproco; c. Flujo de dinero, préstamos o crédito; d. Venta o transferencia de capitales; e. Transacción bloqueada o incompleta; f. Venta o escisión de un bien inmobiliario.

Entre las más de catorce mil fichas que se encontraron a su muerte en su estudio de Williamsburg y que constituyen en esencia la base de datos sobre la que se articulan sus dibujos, a fin de visualizar la distinta naturaleza de la información acumulada, M.L. clasificó su contenido en siete categorías diferentes, a las que atribuyó siete colores distintos: blanco para las citas ["Such subtle covenants are made, / That peace is war in masquarade", paráfrasis de John Dryden, Absalom and Architopel, 1681]; verde para las biografías ["Bush Junior"; "Andreotti, Giulio"; "Shuali, Amatzia", ...]; rosa para las corporaciones ["BCCI Holding SA"; "Banca Nazionale del Lavoro"; "Banco Ambrosiano", ...]; azul para los temas ["Oil Companies", ...]; amarillo para la bibliografía ["NYT; Washington Post, ...]; naranja para las páginas web ["NYT -online-"...]; y violeta para las muertes ["Sindona, Michele"; "Calvi, Roberto", ...]. Según uno de sus primeros marchantes, Deven Golden, Lombardi llegó a realizar incluso fichas de algunos de sus amigos y colegas, así como de más de un crítico de arte.

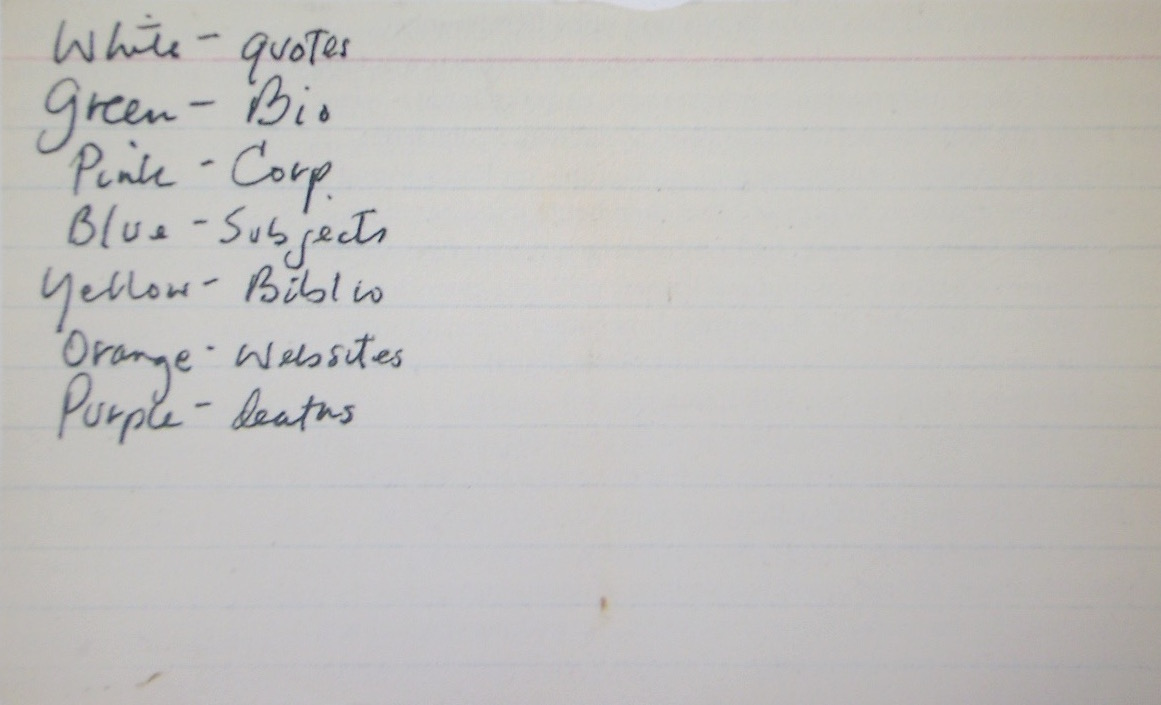
Leyenda utilizada por M.L. para clasificar las más de catorce mil fichas de su archivo personal.

"Working from syndicated news items and others published accounts, I begin each drawing by compiling large amounts of information about a specific bank, financial group or set of individuals. After a careful review of the literature I then condense the essential points into an assortement of notations and other brief statements of fact, out of which an image begins to emerge".
["Parto de noticias extraídas de agencias de prensa y otras fuentes públicas, a continuación comienzo cada dibujo compilando una amplia cantidad de información referente a un banco concreto, un grupo financiero o un grupo de individuos. Después paso revista cuidadosamente a la literatura sobre el tema y sintetizo los puntos esenciales en una selección de notas y breves extractos sobre los hechos, a partir de los cuales comienza a surgir una imagen", Silent Partners, Galería Pierogi 2000.]
A esa clasificación de su archivo personal (conservado hoy en el Whitney Museum of American Art) se corresponde en sus dibujos una "sintaxis" igualmente despojada. Como una oración gramatical, compuesta por sujeto, verbo y predicado, los diagramas de M.L. articulan una serie de nombres propios (de sujetos, compañías y gobiernos) vinculados entre sí por un conjunto de verbos en forma de flechas, pudiendo ocasionalmente ir acompañados de ciertos complementos circunstanciales (en rojo), como procesos judiciales en curso o acontecimientos de especial relevancia para la comprensión del relato que a través de ellos el espectador descifra a la vez que contempla, sin poder elegir cómodamente entre una lectura u otra.

## Obra
Sin que por el momento exista catálogo razonado alguno de la obra de M.L. no resulta demasiado difícil distinguir en ella, sin embargo, dos grandes tipos de diagramas. Por un lado, los dedicados a uno o varios individuos y a su/s respectiva/s sociedad/es, al modo de los primeros retratos en perspectiva que aparecen a fines de la Edad Media, donde el personaje central aparece rodeado de sus pertenencias y propiedades. Por otro, los que sin contar con un personaje central en torno al que pivote la narración (Oliver North, Bill Clinton, Frank Nugan) muestran a través de una línea de tiempo las múltiples conexiones de un gran banco internacional o un conglomerado de empresas, tal y como puede mostrar los diferentes lances y vínculos entre decenas de personajes La batalla de San Romano de Uccello, una de las obras preferidas de Lombardi.
(Advertencia: para una lista ligeramente más amplia, si bien no totalmente exhaustiva, véase la establecida por Robert Tolksdorf, en su proyecto de digitalización de la obra de M.L.).

### "Retratos"
- George Bush and Palmer National Bank of Washington D.C., ca. 1983-86
- George W. Bush, Harkan Energy, and Jackson Stephens, ca. 1979-90
- Bill Clinton, the Lippo Group, and Jackson Stephens of Little Rock, Arkansas
- Bill Clinton, the Lippo Group, and China Ocean Shipping Co. a.k.a. COSCO, Little Rock-Jakarta-Hong Kong, ca. 1990s
- Meyer Lansky's Financial Network, ca. 1960-78
- Oliver North, Lake Resources of Panama, and the Iran-Contra Operation, ca. 1984-86
- Hans Kopp, Trans K-B and Shakarchi Trading AG of Zurich, ca. 1981-89
- Gerry Bull, Space Research Corporation, and Armscor of Pretoria, South Africa, ca. 1972-90
- World Finance Corp.-Guillermo Hernández Cartaya (Miami, FL) Archivado el 1 de febrero de 2017 en Wayback Machine.
- Charles Keating, ACC, and Lincoln Savings, ca. 1978-90
- Industrias Carlos Carlos Cardoen of Santiago, Chile, ca. 1982-90
- Frank Nugan, Micheal Hand, and Nugan Hand Ltd. of Sydney, Australia ca. 1972-80
- Pat Robertson, Beurt Servaas, and the UPI Takeover Battle, ca. 1985-91
- Ron Rewald & Bishop Baldwin Rewald Dillingham & Wong of Honolulu, ca. 1978-83
- George Francorero, Bk of Bloomfield and State Bk of Chatham, New Jersey, ca. 1973-6

### "Batallas"
- Chicago Outflit and Satellite Regimes, ca. 1931-83
- BCCI, ICIC & FAB, 1972-1991
- BNL, Reagan, Bush, & Thatcher and the Arming of Iraq, ca. 1983-91
- Inner Sanctum: The Pope and His Bankers Michele Sindona and Roberto Calvi, ca. 1959-82
- Global International Airways and Indian Springs State Bank, Kansas City,ca.1977-83
- First Penn Bank, SRC and Armscor of South Africa ca. 1972-80
- International Systems and Control, Houston, 1972-77
- US Corporate Interlock (Banks, Oil, and Aircraft) ca. 1971-81

## Exposiciones
(Advertencia: la siguiente lista es sólo orientativa, para mayores precisiones véase la establecida por la galería Pierogi)

### Individuales
- (1996) Over the Line: Drawings 1994-1996, Lawndale Art and Performance Center, Houston, Texas
- (1998) Mark Lombardi,Crossing the Line: 1994-98, Museum of Contemporary Art Washington, D. C.
- (1998-2000) Silent Partners, Pierogi, Brooklyn, New York, traveling exhibition
- (1999) Vicious Circles: Drawings, Deven Golden Fine Art, New York
- (2000) Mark Lombardi: in memory, Gallery Joe, Philadelphia
- (2003) Preparatory Drawings: 1994-2000, Pierogi, Brooklyn, New York
- (2003-05) Mark Lombardi Global Networks (ICI travelling exhibition), organized by Independent Curators Internacional (ICI), New York

### Colectivas
- (1995) The Big Show, Lawndale Art and Performance Center, Houston, Texas
- (1996) Inner Sanctum, Robert McClain and Company, Houston
- (1997) Heaven, P.S.1/Contemporary Art Center, Queens, New York
- (1998) Seeing Money, Rotunda Gallery, Brooklyn, New York
- (1999) Pierogi 2000: Flatfiles, Rosenwald-Wolf Gallery, University of the Arts, Philadelphia, Pennsylvania
- (2000) Greater New York, P.S.1/Contemporary Art Center, Queens, New York
- (2001) All Systems Go, Contemporary Arts Museum, Houston, Texas
- (2002) Empire/State: Artists Engaging Globalization, Whitney Museum of American Art, New York
- (2003) GNS: Global Navigation System, Palais de Tokyo, París, Francia Archivado el 2 de septiembre de 2017 en Wayback Machine.

## La conexión latina

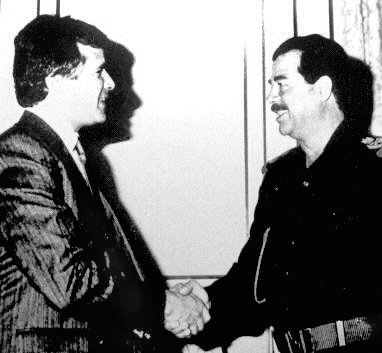
Carlos Cardoen estrecha la mano a Saddam Hussein. El industrial chileno, al que M.L. dedicó dos de sus diagramas, facturó en los años ochenta 500 millones de dólares en bombas de racimo con destino a Iraq.

Entre las incontables conexiones que M.L. fue estableciendo en sus diagramas es posible advertir una gran mayoría de sociedades, gobiernos e individuos, en orden de frecuencia, de origen norteamericano, británico, italiano, australiano, saudí, iraquí, cubano, chileno, sirio, suizo, colombiano, francés, belga, luxemburgués, israelí, panameño o nicaragüense (para mayores precisiones véase, Robert Tolksdorf). Un cierto número de ellos hace referencia, directa o indirectamente, a distintas empresas, corporaciones e individuos de clara procedencia hispánica. Entre ellos, el cubano Guillermo Hernández-Cartaya, el chileno Carlos Cardoen, el nicaragüense Anastasio Somoza, el panameño Manuel Noriega o el español "Munoz" [sic], cuyo apellido aparece consignado en un mappa mundi sin fechar que el mismo Lombardi realizó en el transcurso de sus investigaciones (vid., supra, "Sistema-mundo", Mappa mundi).

## Lombardi y la Web
Lombardi comienza a trabajar en sus diagramas aproximadamente al mismo tiempo que internet abandona su uso restringido, tanto militar como académico, en los Estados Unidos, y paralelamente a la difusión desde Europa de la World Wide Web. Correlato directo de la hiper-visibilidad de sus usuarios, la hiper-invisibilidad de las grandes compañías, contra la que se alza la obra de Lombardi, así como las limitaciones tanto en la gestión como en la visualización de contenidos del internet de punto cero (el único que conoció M.L.), hicieron que este mantuviera siempre una actitud crítica respecto a la Web. Como él mismo se encargó de precisar en una entrevista de 1997; internet significó más que nada para él una "vacuna en forma de reto" ('a vaccine challenge'). A pesar del interés que parece haber despertado su obra entre un número creciente de programadores (Robert Tolksdorf, Christian A. Duncan, David Eppstein, Micheal T. Goddrich, Stephen G. Kobourov, Martin Nöllenburg), Lombardi siempre prefirió la articulación y manejabilidad del papel frente a las de la pantalla. Aunque en más de una ocasión se sirvió de la Web en sus investigaciones, su base de datos, estimada en unas catorce mil fichas (de 7,6 x 12,7 cm), procede en su mayor parte de información extraída de diarios, archivos judiciales y esencialmente libros de acceso público consultables desde cualquier biblioteca. 

## Multimedia
Cine y televisión
Joachim Gaertner, Mark Lombardi. Künstler auf dem Spuren der Mächtingen, 2003 [reportaje, en alemán, sobre la exposición "Global Networks"] 
Mareike Wegener, Mark Lombardi. Kunst und Konspiration, 2012 [documental, en alemán, sobre la vida y la obra de M.L.] 
La Brújula, n.º 1, Mark Lombardi: del arte de conspirar a la conspiración como arte, 2016 [conversación, en español, sobre la obra de M.L., CanalTVL1, Argentina] 
Emisiones radiofónicas (podcasts)
The 'Conspiracy' Art of Mark Lombardi, National Public Radio, 01.11.2003 [entrevista con Robert Hobbs, curador de la exposición "Global Networks"]. 
Mark Lombardi, New York Public Radio, Studio 360, 23.02.2006 [reportaje y entrevista alrededor de la obra y figura de M.L.] 
The Mysterious Death of an Artist whose Drawings were too Revealing, Who.What.Why., 04.12.2015 [entrevista con Patricia Goldstone, autora de la única biografía sobre M.L.] 